# Ga Samjeon
Ga Samjeon (Tiếng Hàn: 삼전역, Hanja: 三田驛) là ga tàu điện ngầm trên Tàu điện ngầm Seoul tuyến 9 nằm ở Samjeon-dong, Jamsilbon-dong, Songpa-gu, Seoul.

## Lịch sử
- 9 tháng 8 năm 2018: Tên ga được xác nhận là Ga Samjeon [1]
- 1 tháng 12 năm 2018: Bắt đầu kinh doanh với việc khai trương Giai đoạn 3 của Tàu điện ngầm Seoul tuyến 9 [2]

## Bố trí ga
| Liên hợp thể thao ↑ |
| \| W/B              |
| ↓ Seokchon Gobun    |

| Hướng Tây  | ● Tuyến 9 | Địa phương | ← Hướng đi Khu liên hợp thể thao · Sinnonhyeon · Sân bay Quốc tế Gimpo · Gaehwa                  |
| Hướng Đông | ● Tuyến 9 | Địa phương | → Hướng đi Seokchon Gobun · Seokchon · Công viên Olympic · Bệnh viện cựu chiến binh Trung ương → |

## Xung quanh nhà ga
| Lối ra \| 나가는 곳 \| Exit \| 出口 | Lối ra \| 나가는 곳 \| Exit \| 出口 |
| ----------------------------------- | --- |
| 1                                   | Trung tâm cộng đồng Jamsil Bon-dong Trung tâm an toàn công cộng Jamsil Chợ truyền thống Saemaeul Jamsil Trigium (Cổng phía Bắc) Trung tâm mua sắm Jamsil Trigium Trường tiểu học Jamjeon Văn phòng đăng ký tòa án quận phía đông Seoul Trung tâm phúc lợi xã hội Jamsil         |
| 2                                   | Jamsil Trigium (Cổng phía Đông) Trung tâm mua sắm Jamsil Trigium Trường trung học Yeongdongil Trường tiểu học Seoul Beodeul Jamsil Lake Raemian Palace Trung tâm an toàn Jamsil 119 Thư viện nhỏ số 2 Pine Tree Hill Trường tiểu học Songjeon Seoul Công viên trẻ em Sambatnaru |
| 3                                   | Công viên khu phố Samjeon Trung tâm cộng đồng Samjeon-dong Khu vực Samjeon Trung tâm cộng đồng Songpa-gu Hội đồng Songpa-gu |
| 4                                   | Trụ sở di động của Sở cảnh sát Gangnam Seoul Cầu Tancheon 1 Công viên Jamsil Yusuji Trung tâm cộng đồng Jamsil 7-dong Khu chung cư Làng vận động viên Châu Á Trường trung học Aju Trường tiểu học Seoul Aju Trung tâm văn hóa Songpa Bãi đậu xe Công viên Châu Á                |

## Hình ảnh

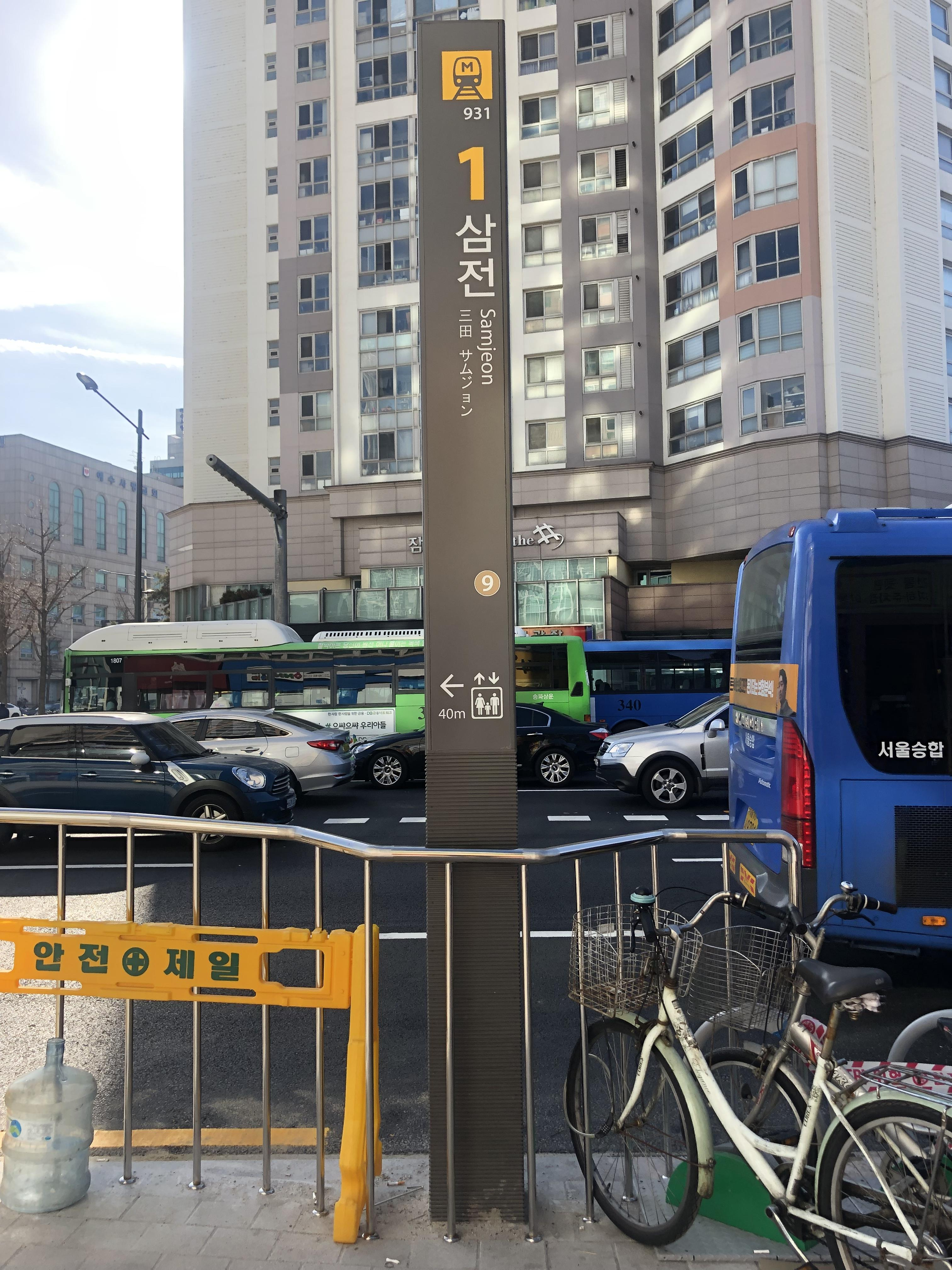
Lối vào 1